# 72e cérémonie des Golden Globes
La 72e cérémonie des Golden Globes, organisée par la Hollywood Foreign Press Association, a eu lieu le 11 janvier 2015 et a récompensé les films et séries diffusés en 2014 et les professionnels s'étant distingués cette année-là. Elle a été présentée pour la troisième et dernière fois par les comédiennes Tina Fey et Amy Poehler, et diffusée sur le réseau NBC.
Les nominations ont été annoncées le 11 décembre 2014.
Le Cecil B. DeMille Award est attribué à George Clooney pour récompenser l'ensemble de sa carrière.

## Présentateurs et intervenants

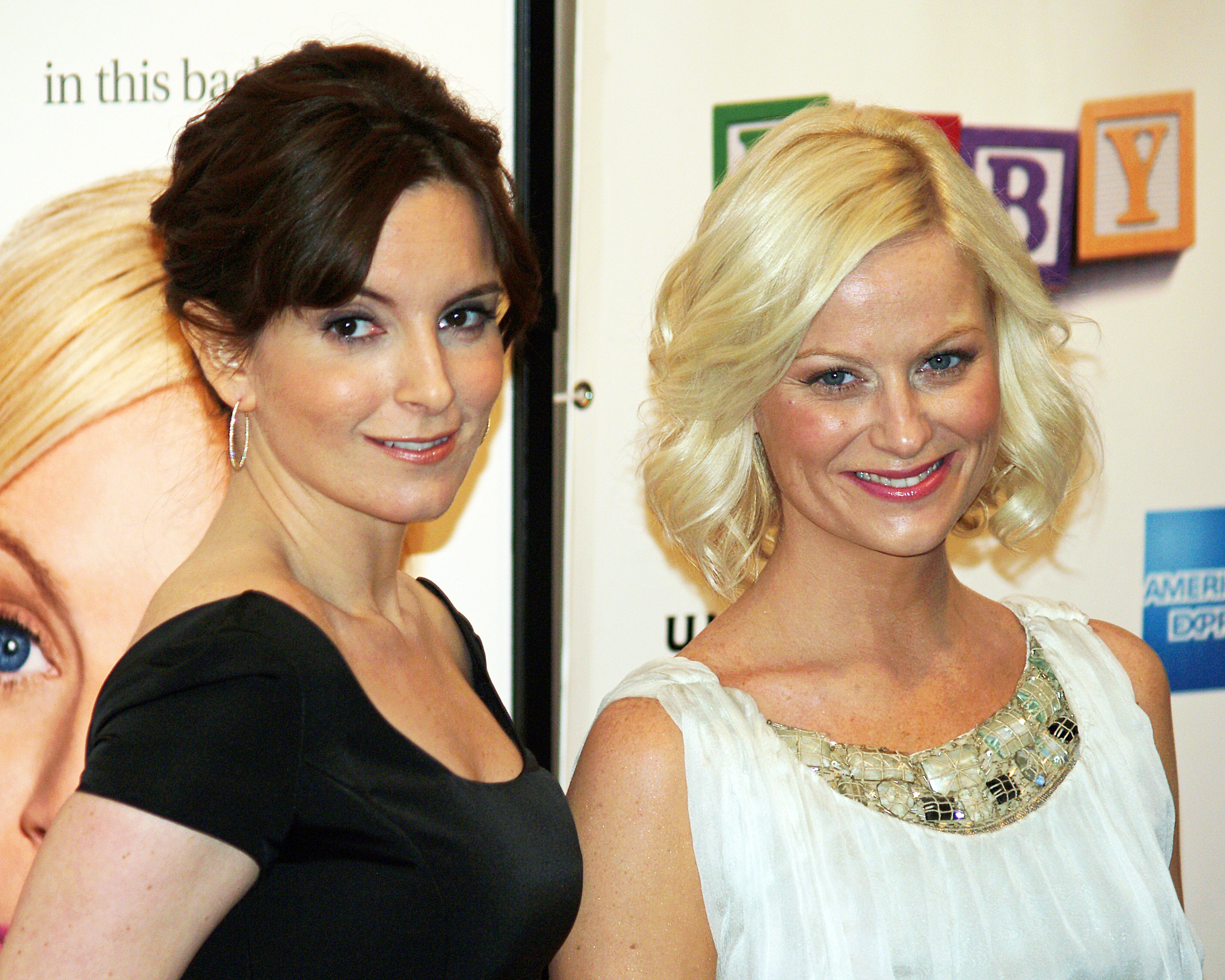
Tina Fey et Amy Poehler, les hôtes de la cérémonie.

- Tina Fey et Amy Poehler, maîtresses de cérémonie[3]

Les personnalités suivantes ont remis des prix lors de la cérémonie :
- Amy Adams présente le Meilleur acteur dans un film musical ou une comédie
- Jennifer Aniston et Benedict Cumberbatch présentent le Meilleur acteur dans un second rôle
- Adrien Brody et Kate Beckinsale présentent le Meilleur acteur dans une mini-série ou un téléfilm
- Jack Black présente le film Boyhood
- Don Cheadle et Julianna Margulies présentent le Cecil B. DeMille Award
- Bryan Cranston et Kerry Washington présentent la Meilleure actrice dans une série musicale ou comique et la Meilleure série musicale ou comique
- Jamie Dornan et Dakota Johnson présentent la Meilleure actrice dans un second rôle dans une série, mini-série ou un téléfilm
- Robert Downey, Jr. présente le Meilleur film musical ou comédie
- David Duchovny et Katherine Heigl présentent le Meilleur acteur dans une série dramatique
- Anna Faris et Chris Pratt présentent la Meilleure actrice dans une série dramatique
- Colin Farrell et Lupita Nyong'o présentent le Meilleur film étranger
- Colin Firth présente le film Imitation Game
- Jane Fonda et Lily Tomlin présentent le Meilleur acteur dans une série musicale ou comique
- Harrison Ford présente le Meilleur réalisateur
- Ricky Gervais présente la Meilleure actrice dans un film musical ou comédie
- Bill Hader et Kristen Wiig présentent le Meilleur scénario
- Kevin Hart et Salma Hayek présentent le Meilleur film d'animation
- Katie Holmes et Seth Meyers présentent le Meilleur acteur dans un second rôle dans une série, mini-série ou un téléfilm
- Kate Hudson présente le film Into the Woods
- Jared Leto présente la Meilleure actrice dans un second rôle
- Adam Levine et Paul Rudd présentent la Meilleure série dramatique
- Jennifer Lopez et Jeremy Renner présentent la Meilleure mini-série ou meilleur téléfilm et Meilleur acteur dans une mini-série ou un téléfilm
- Melissa McCarthy présente le film St. Vincent
- Matthew McConaughey présente la Meilleure actrice dans un film dramatique
- Sienna Miller et Vince Vaughn présentent la Meilleure musique de film
- Clive Owen présente le film Une merveilleuse histoire du temps
- Gwyneth Paltrow présente le Meilleur acteur dans un film dramatique
- Prince présente, en tant qu'invité spécial, la Meilleure chanson originale
- Meryl Streep présente le Meilleur film dramatique
- Channing Tatum présente le film Foxcatcher
- Naomi Watts présente le film Birdman
- Owen Wilson présente le film The Grand Budapest Hotel
- Oprah Winfrey présente le film Selma
- Catherine Zeta-Jones présente le film Pride

## Palmarès

### Cinéma

#### Meilleur film dramatique
- Boyhood
  - Foxcatcher
  - Imitation Game (The Imitation Game)
  - Selma
  - Une merveilleuse histoire du temps (The Theory of Everything)

#### Meilleur film musical ou comédie
- The Grand Budapest Hotel
  - Birdman
  - Into the Woods
  - Pride
  - St. Vincent

#### Meilleur réalisateur
- Richard Linklater pour Boyhood
  - Wes Anderson pour The Grand Budapest Hotel
  - Ava DuVernay pour Selma
  - David Fincher pour Gone Girl
  - Alejandro González Iñárritu pour Birdman

#### Meilleur acteur dans un film dramatique
- Eddie Redmayne pour le rôle de Stephen Hawking dans Une merveilleuse histoire du temps (The Theory of Everything)
  - Steve Carell pour le rôle de John Eleuthère du Pont dans Foxcatcher
  - Benedict Cumberbatch pour le rôle de Alan Turing dans Imitation Game (The Imitation Game)
  - Jake Gyllenhaal pour le rôle de Lou Bloom dans Night Call (Nightcrawler)
  - David Oyelowo pour le rôle de Martin Luther King dans Selma

#### Meilleure actrice dans un film dramatique
- Julianne Moore pour le rôle du Dr Alice Howland dans Still Alice
  - Jennifer Aniston pour le rôle de Claire dans Cake
  - Felicity Jones pour le rôle de Jane Hawking dans Une merveilleuse histoire du temps (The Theory of Everything)
  - Rosamund Pike pour le rôle d'Amy Dunne dans Gone Girl
  - Reese Witherspoon pour le rôle de Cheryl Strayed dans Wild

#### Meilleur acteur dans un film musical ou une comédie
- Michael Keaton pour le rôle de Riggan Thomson dans Birdman
  - Ralph Fiennes pour le rôle de M. Gustave dans The Grand Budapest Hotel
  - Bill Murray pour le rôle de Vincent MacKenna dans St. Vincent
  - Joaquin Phoenix pour le rôle de Larry Sportello dans Inherent Vice
  - Christoph Waltz pour le rôle de Walter Keane dans Big Eyes

#### Meilleure actrice dans un film musical ou une comédie
- Amy Adams pour le rôle de Margaret Keane dans Big Eyes
  - Emily Blunt pour le rôle de la femme du boulanger dans Into the Woods
  - Helen Mirren pour le rôle de Madame Mallory dans Les Recettes du bonheur (The Hundred-Foot Journey)
  - Julianne Moore pour le rôle de Havana Segrand dans Maps to the Stars
  - Quvenzhané Wallis pour le rôle d'Annie dans Annie

#### Meilleur acteur dans un second rôle
- J. K. Simmons pour le rôle de Terence Fletcher dans Whiplash
  - Robert Duvall pour le rôle du juge Joseph Palmer dans Le Juge (The Judge)
  - Ethan Hawke pour le rôle de Mason Sr. dans Boyhood
  - Edward Norton pour le rôle de Mike Shiner dans Birdman
  - Mark Ruffalo pour le rôle de Dave Schultz dans Foxcatcher

#### Meilleure actrice dans un second rôle
- Patricia Arquette pour le rôle d'Olivia dans Boyhood
  - Jessica Chastain pour le rôle d'Anna Morales dans A Most Violent Year
  - Keira Knightley pour le rôle de Joan Clarke dans Imitation Game (The Imitation Game)
  - Emma Stone pour le rôle de Sam Thomson dans Birdman
  - Meryl Streep pour le rôle de la sorcière dans Into the Woods

#### Meilleur scénario
- Birdman – Alejandro González Iñárritu, Alexander Dinelaris, Armando Bo et Nicolas Giabone
  - Boyhood – Richard Linklater
  - Gone Girl – Gillian Flynn
  - The Grand Budapest Hotel – Wes Anderson
  - Imitation Game (The Imitation Game) – Graham Moore

#### Meilleure chanson originale
- Glory interprétée par John Legend et Common – Selma
  - Big Eyes interprétée par Lana Del Rey – Big Eyes
  - Mercy Is interprétée par Patti Smith – Noé (Noah)
  - Opportunity interprétée par Sia – Annie
  - Yellow Flicker Beat interprétée par Lorde – Hunger Games : La Révolte, partie 1 (The Hunger Games: Mockingjay - Part 1)

#### Meilleure musique de film
- Une merveilleuse histoire du temps (The Theory of Everything) – Jóhann Jóhannsson
  - Birdman – Antonio Sánchez
  - Gone Girl – Trent Reznor/Atticus Ross
  - Imitation Game (The Imitation Game) – Alexandre Desplat
  - Interstellar – Hans Zimmer

#### Meilleur film en langue étrangère
- Léviathan (Левиафан)  Russie (en russe)
  - Snow Therapy (Turist)  Suède (en suédois)
  - Gett, le procès de Viviane Amsalem (גט - המשפט של ויויאן אמסלם)  France  Israël (en français/hébreu)
  - Ida  Pologne  Danemark (en polonais)
  - Tangerines (Mandariinid)  Estonie (en estonien)

#### Meilleur film d'animation
- Dragons 2 (How to Train Your Dragon 2)
  - Les Boxtrolls (The Boxtrolls)
  - La Grande Aventure Lego (The Lego Movie)
  - La Légende de Manolo (The Book of Life)
  - Les Nouveaux Héros (Big Hero 6)

### Télévision

#### Meilleure série dramatique
- The Affair
  - Downton Abbey
  - Game of Thrones
  - The Good Wife
  - House of Cards

#### Meilleure série musicale ou comique
- La vie de Pancras
  - Girls
  - Jane the Virgin
  - Orange is the New Black
  - Silicon Valley

#### Meilleure mini-série ou meilleur téléfilm
- Fargo
  - The Missing
  - The Normal Heart
  - Olive Kitteridge
  - True Detective

#### Meilleur acteur dans une série dramatique
- Kevin Spacey pour le rôle de Frank Underwood dans House of Cards
  - Clive Owen pour le rôle du Dr John Thackery dans The Knick
  - Liev Schreiber pour le rôle de Raymond Donovan dans Ray Donovan
  - James Spader pour le rôle de Red Reddington dans The Blacklist
  - Dominic West pour le rôle de Noah Solloway dans The Affair

#### Meilleure actrice dans une série dramatique
- Ruth Wilson pour le rôle d'Alison Lockhart dans The Affair
  - Claire Danes pour le rôle de Carrie Mathison dans Homeland
  - Viola Davis pour le rôle d'Annalise Keating dans How to Get Away with Murder
  - Julianna Margulies pour le rôle d'Alicia Florrick dans The Good Wife
  - Robin Wright pour le rôle de Claire Underwood dans House of Cards

#### Meilleur acteur dans une série musicale ou comique
- Jeffrey Tambor pour le rôle de Mort / Maura dans Transparent
  - Louis C. K. pour le rôle de Louie dans Louie
  - Don Cheadle pour le rôle de Marty Kaan dans House of Lies
  - Ricky Gervais pour le rôle de Derek Noakes dans Derek
  - William H. Macy pour le rôle de Frank Gallagher dans Shameless

#### Meilleure actrice dans une série musicale ou comique
- Gina Rodriguez pour le rôle de Jane Villanueva dans Jane the Virgin
  - Lena Dunham pour le rôle de Hannah Horvath dans Girls
  - Edie Falco pour le rôle de Jackie Peyton dans Nurse Jackie
  - Julia Louis-Dreyfus pour le rôle de Selina Meyer dans Veep
  - Taylor Schilling pour le rôle de Piper Chapman dans Orange Is the New Black

#### Meilleur acteur dans une mini-série ou un téléfilm
- Billy Bob Thornton pour le rôle de Lorne Malvo dans Fargo
  - Martin Freeman pour le rôle de Lester Nygaard dans Fargo
  - Woody Harrelson pour le rôle de Marty Hart dans True Detective
  - Matthew McConaughey pour le rôle de Rust Cohle dans True Detective
  - Mark Ruffalo pour le rôle de Ned Weeks dans The Normal Heart

#### Meilleure actrice dans une mini-série ou un téléfilm
- Maggie Gyllenhaal pour le rôle de Nessa Stein dans The Honourable Woman
  - Jessica Lange pour le rôle d'Elsa Mars dans American Horror Story: Freak Show
  - Frances McDormand pour le rôle d'Olive Kitteridge dans Olive Kitteridge
  - Frances O'Connor pour le rôle d'Emily Hughes / Walsh dans The Missing
  - Allison Tolman pour le rôle de Molly Solverson dans Fargo

#### Meilleur acteur dans un second rôle dans une série, une mini-série ou un téléfilm
- Matt Bomer pour le rôle de Felix Turner dans The Normal Heart
  - Alan Cumming pour le rôle d'Eli Gold dans The Good Wife
  - Colin Hanks pour le rôle de Gus Grimly dans Fargo
  - Bill Murray pour le rôle de Jack Kennison dans Olive Kitteridge
  - Jon Voight pour le rôle de Mickey Donovan dans Ray Donovan

#### Meilleure actrice dans un second rôle dans une série, une mini-série ou un téléfilm
- Joanne Froggatt pour le rôle d'Anna Bates dans Downton Abbey
  - Uzo Aduba pour le rôle de Suzanne Warren / Crazy Eyes dans Orange Is the New Black
  - Kathy Bates pour le rôle d'Ethel Darling dans American Horror Story: Freak Show
  - Allison Janney pour le rôle de Bonnie Plunkett dans Mom
  - Michelle Monaghan pour le rôle de Maggie Hart dans True Detective

### Récompenses spéciales

#### Cecil B. DeMille Award
- George Clooney[2]

#### Miss Golden Globe
- Greer Grammer[4]

## Statistiques

### Nominations multiples

#### Cinéma
7 : Birdman
5 : Boyhood, Imitation Game
4 : Gone Girl, The Grand Budapest Hotel, Selma, Une merveilleuse histoire du temps
3 : Big Eyes, Foxcatcher, Into the Woods
2 : Annie, St. Vincent

#### Télévision
: Fargo
4 : True Detective
3 : The Affair, The Good Wife, House of Cards, The Normal Heart, Olive Kitteridge, Orange Is The New Black
2 : American Horror Story: Freak Show, Downton Abbey, Girls, Jane the Virgin, The Missing, Ray Donovan, Transparent

### Récompenses multiples

#### Cinéma
3 / 5 : Boyhood
2 / 4 : Une merveilleuse histoire du temps
2 / 7 : Birdman

#### Télévision
2 / 2 : Transparent
2 / 3 : The Affair
2 / 5 : Fargo

### Les grands perdants
0 / 5 : Imitation Game
0 / 4 : Gone Girl
0 / 4 : True Detective